# Grande Prêmio da Comunidade Valenciana de 2016 (MotoGP)
O Grande Prêmio da MotoGP da Comunidade Valenciana de 2016 ocorreu em 13 de novembro.

## Resultados

### Classificação MotoGP
| Pos | Piloto           | Equipe                        | Moto    | Tempo     | Pontos |
| --- | ---------------- | ----------------------------- | ------- | --------- | ------ |
| 1   | Jorge Lorenzo    | Movistar Yamaha MotoGP        | Yamaha  | 45'54.228 | 25     |
| 2   | Marc Marquez     | Repsol Honda Team             | Honda   | +1.185    | 20     |
| 3   | Andrea Iannone   | Ducati Team                   | Ducati  | +6.603    | 16     |
| 4   | Valentino Rossi  | Movistar Yamaha MotoGP        | Yamaha  | +7.668    | 13     |
| 5   | Maverick Viñales | Team SUZUKI ECSTAR            | Suzuki  | +10.610   | 11     |
| 6   | Pol Espargaro    | Monster Yamaha Tech 3         | Yamaha  | +18.378   | 10     |
| 7   | Andrea Dovizioso | Ducati Team                   | Ducati  | +18.417   | 9      |
| 8   | Aleix Espargaro  | Team SUZUKI ECSTAR            | Suzuki  | +18.678   | 8      |
| 9   | Bradley Smith    | Monster Yamaha Tech 3         | Yamaha  | +25.993   | 7      |
| 10  | Alvaro Bautista  | Aprilia Racing Team Gresini   | Aprilia | +35.065   | 6      |
| 11  | Hector Barbera   | Avintia Racing                | Ducati  | +36.425   | 5      |
| 12  | Danilo Petrucci  | OCTO Pramac Yakhnich          | Ducati  | +42.415   | 4      |
| 13  | Stefan Bradl     | Aprilia Racing Team Gresini   | Aprilia | +49.823   | 3      |
| 14  | Scott Redding    | OCTO Pramac Yakhnich          | Ducati  | +52.035   | 2      |
| 15  | Jack Miller      | Estrella Galicia 0,0 Marc VDS | Honda   | +55.625   | 1      |
| 16  | Eugene Laverty   | Pull & Bear Aspar Team        | Ducati  | +58.254   | 0      |
| 17  | Tito Rabat       | Estrella Galicia 0,0 Marc VDS | Honda   | +58.555   | 0      |
| 18  | Loris Baz        | Avintia Racing                | Ducati  | +1'06.164 | 0      |

### Classificação Moto2
| Pos | Piloto              | Equipe                        | Moto     | Tempo     | Pontos |
| --- | ------------------- | ----------------------------- | -------- | --------- | ------ |
| 1   | Johann Zarco        | Ajo Motorsport                | Kalex    | 43'17.626 | 25     |
| 2   | Thomas Luthi        | Garage Plus Interwetten       | Kalex    | +3.281    | 20     |
| 3   | Franco Morbidelli   | Estrella Galicia 0,0 Marc VDS | Kalex    | +4.981    | 16     |
| 4   | Sam Lowes           | Federal Oil Gresini Moto2     | Kalex    | +5.636    | 13     |
| 5   | Alex Rins           | Paginas Amarillas HP 40       | Kalex    | +5.850    | 11     |
| 6   | Takaaki Nakagami    | IDEMITSU Honda Team Asia      | Kalex    | +11.605   | 10     |
| 7   | Mattia Pasini       | Italtrans Racing Team         | Kalex    | +16.391   | 9      |
| 8   | Jonas Folger        | Dynavolt Intact GP            | Kalex    | +16.964   | 8      |
| 9   | Danny Kent          | Leopard Racing                | Kalex    | +17.451   | 7      |
| 10  | Marcel Schrotter    | AGR Team                      | Kalex    | +17.668   | 6      |
| 11  | Simone Corsi        | Speed Up Racing               | Speed Up | +20.455   | 5      |
| 12  | Xavi Vierge         | Tech 3 Racing                 | Tech 3   | +20.911   | 4      |
| 13  | Miguel Oliveira     | Leopard Racing                | Kalex    | +21.650   | 3      |
| 14  | Lorenzo Baldassarri | Forward Team                  | Kalex    | +22.581   | 2      |
| 15  | Hafizh Syahrin      | Petronas Raceline Malaysia    | Kalex    | +23.734   | 1      |
| 16  | Xavier Simeon       | QMMF Racing Team              | Speed Up | +26.328   | 0      |
| 17  | Jesko Raffin        | Sports-Millions-EMWE-SAG      | Kalex    | +29.421   | 0      |
| 18  | Remy Gardner        | Tasca Racing Scuderia Moto2   | Kalex    | +29.667   | 0      |
| 19  | Edgar Pons          | Paginas Amarillas HP 40       | Kalex    | +29.749   | 0      |
| 20  | Ratthapark Wilairot | IDEMITSU Honda Team Asia      | Kalex    | +39.289   | 0      |
| 21  | Robin Mulhauser     | CarXpert Interwetten          | Kalex    | +43.105   | 0      |
| 22  | Luca Marini         | Forward Team                  | Kalex    | +43.532   | 0      |
| 23  | Julian Simon        | QMMF Racing Team              | Speed Up | +51.271   | 0      |
| 24  | Iker Lecuona        | CarXpert Interwetten          | Kalex    | +56.617   | 0      |

### Classificação Moto3
| Pos | Piloto                | Equipe                          | Moto     | Tempo     | Pontos |
| --- | --------------------- | ------------------------------- | -------- | --------- | ------ |
| 1   | Brad Binder           | Red Bull KTM Ajo                | KTM      | 40'13.777 | 25     |
| 2   | Joan Mir              | Leopard Racing                  | KTM      | +0.056    | 20     |
| 3   | Andrea Migno          | SKY Racing Team VR46            | KTM      | +0.081    | 16     |
| 4   | Enea Bastianini       | Gresini Racing Moto3            | Honda    | +0.147    | 13     |
| 5   | Fabio Di Giannantonio | Gresini Racing Moto3            | Honda    | +0.713    | 11     |
| 6   | Juanfran Guevara      | RBA Racing Team                 | KTM      | +0.899    | 10     |
| 7   | Jakub Kornfeil        | Drive M7 SIC Racing Team        | Honda    | +2.683    | 9      |
| 8   | Philipp Oettl         | Schedl GP Racing                | KTM      | +3.145    | 8      |
| 9   | Jorge Navarro         | Estrella Galicia 0,0            | Honda    | +5.263    | 7      |
| 10  | Jorge Martin          | Pull & Bear Aspar Mahindra Team | Mahindra | +7.921    | 6      |
| 11  | Raul Fernandez        | MH6 Team                        | KTM      | +8.081    | 5      |
| 12  | Darryn Binder         | Platinum Bay Real Estate        | Mahindra | +8.250    | 4      |
| 13  | Bo Bendsneyder        | Red Bull KTM Ajo                | KTM      | +8.603    | 3      |
| 14  | Fabio Quartararo      | Leopard Racing                  | KTM      | +9.283    | 2      |
| 15  | Livio Loi             | RW Racing GP BV                 | Honda    | +9.358    | 1      |
| 16  | Niccolò Antonelli     | Ongetta-Rivacold                | Honda    | +9.527    | 0      |
| 17  | Nicolo Bulega         | SKY Racing Team VR46            | KTM      | +9.652    | 0      |
| 18  | Tatsuki Suzuki        | CIP-Unicom Starker              | Mahindra | +9.950    | 0      |
| 19  | Aron Canet            | Estrella Galicia 0,0            | Honda    | +16.838   | 0      |
| 20  | Andrea Locatelli      | Leopard Racing                  | KTM      | +18.712   | 0      |
| 21  | Hiroki Ono            | Honda Team Asia                 | Honda    | +18.737   | 0      |
| 22  | Karel Hanika          | Freundenberg Racing Team        | KTM      | +18.976   | 0      |
| 23  | Vicente Perez         | Peugeot MC Saxoprint            | Peugeot  | +19.039   | 0      |
| 24  | Albert Arenas         | Peugeot MC Saxoprint            | Peugeot  | +24.297   | 0      |
| 25  | Khairul Idham Pawi    | Honda Team Asia                 | Honda    | +24.526   | 0      |
| 26  | Jules Danilo          | Ongetta-Rivacold                | Honda    | +25.331   | 0      |
| 27  | Adam Norrodin         | Drive M7 SIC Racing Team        | Honda    | +25.370   | 0      |
| 28  | Lorenzo Petrarca      | 3570 Team Italia                | Mahindra | +48.829   | 0      |
| 29  | Daniel Saez           | GA Competicion                  | KTM      | +48.861   | 0      |
| 30  | Enzo Boulom           | CIP-Unicom Starker              | Mahindra | +49.282   | 0      |
| 31  | Stefano Valtulini     | 3570 Team Italia                | Mahindra | +1'12.409 | 0      |